# Sinagoga della Cicogna bianca
La Sinagoga della Cicogna bianca (in lingua polacca Synagoga Pod Białym Bocianem) è una sinagoga che si trova a Breslavia, in Polonia, e l'unica sinagoga ebraica conservatrice della città ad essere sopravvissuta all'Olocausto. 
La sinagoga prende il nome da una locanda con lo stesso nome che in precedenza sorgeva sul sito e costituiva il limite settentrionale del vecchio quartiere ebraico.

## Storia

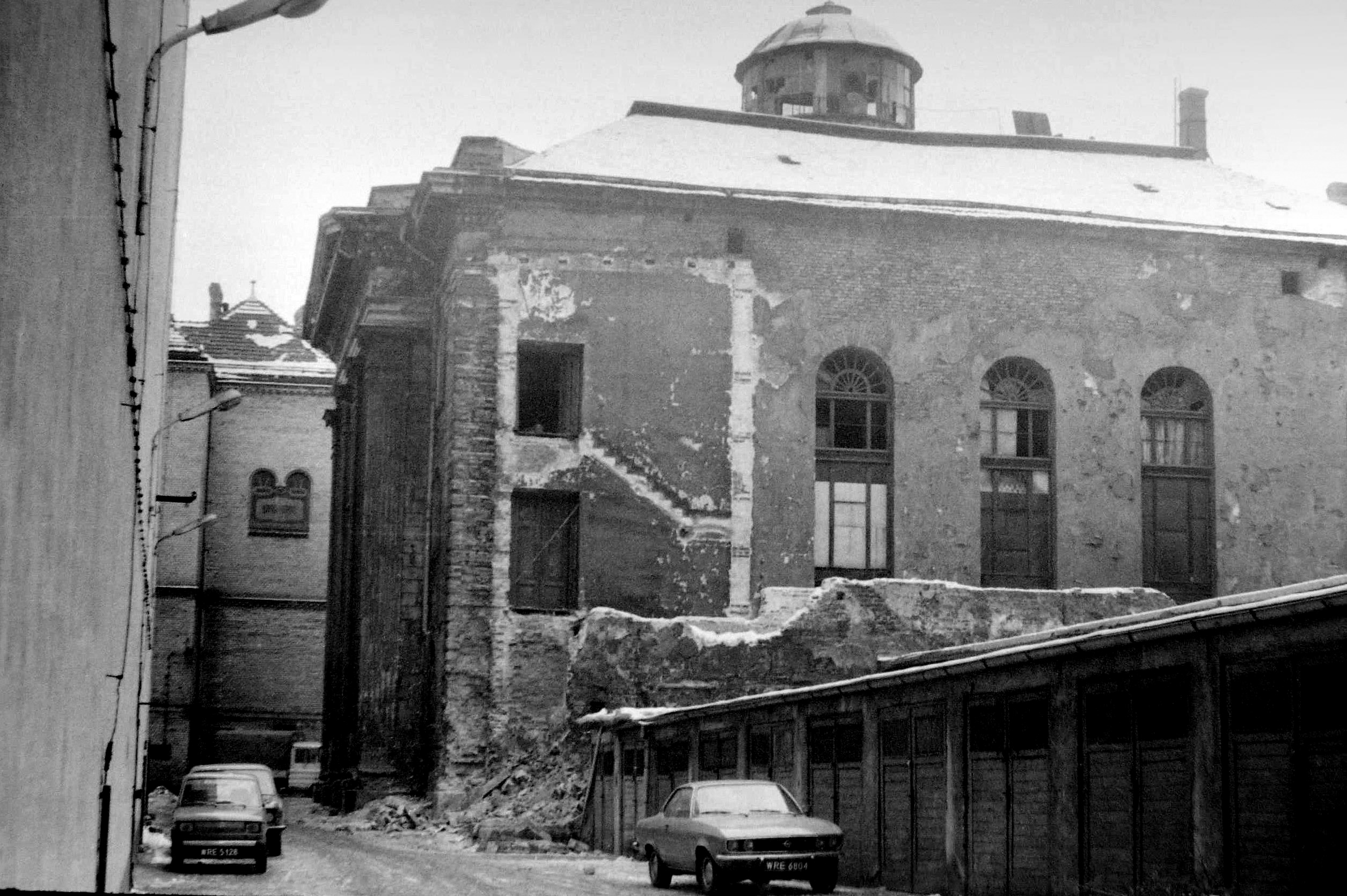
La sinagoga nel 1979

Progettata da Carl Ferdinand Langhans e completata nel 1829, quando la città faceva parte del Regno di Prussia, è un edificio neoclassico a tre piani con la sala di preghiera principale circondata su tre lati dalle gallerie per le donne. 
L'interno, oggi perduto ad eccezione della struttura in legno dell'Aron haQodesh e delle tavole danneggiate dei Dieci comandamenti, fu progettato dal pittore Raphael Biow (1771-1836) e da suo figlio Hermann Biow (1804-1850).
Durante la Notte dei cristalli, mentre la Sinagoga nuova, che ospitava la comunità liberale della città, venne incendiata da gruppi paramilitari nazisti, la Sinagoga della Cicogna Bianca, che ospitava gli ebrei conservatori, si salvò perché i partecipanti al pogrom temevano che un eventuale incendio avrebbe potuto propagarsi ad altre strutture non ebraiche. L'interno dell'edificio venne comunque distrutto dalla Sturmabteilung che strappò anche i rotoli della Torah.

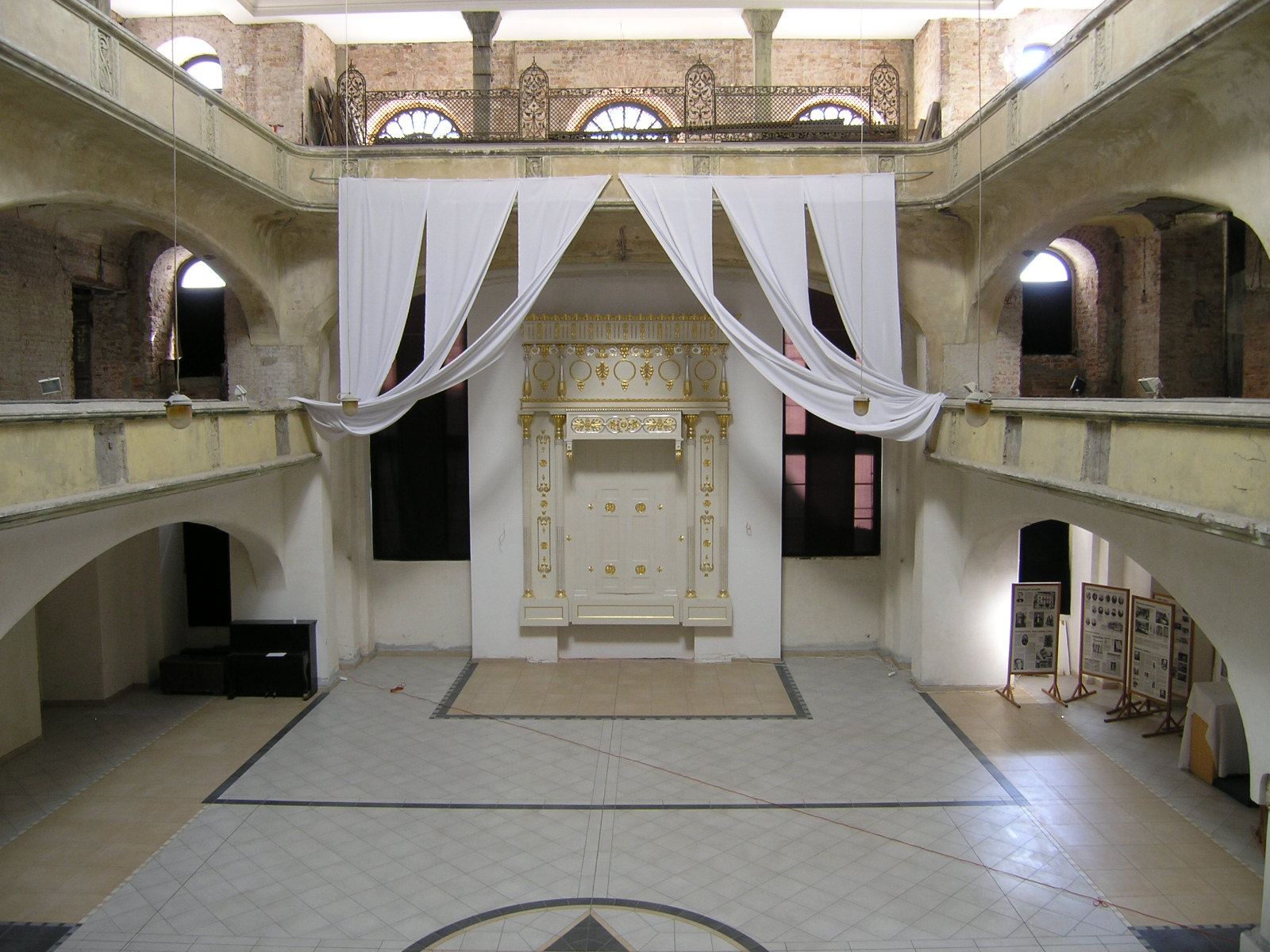
Aron haQodesh

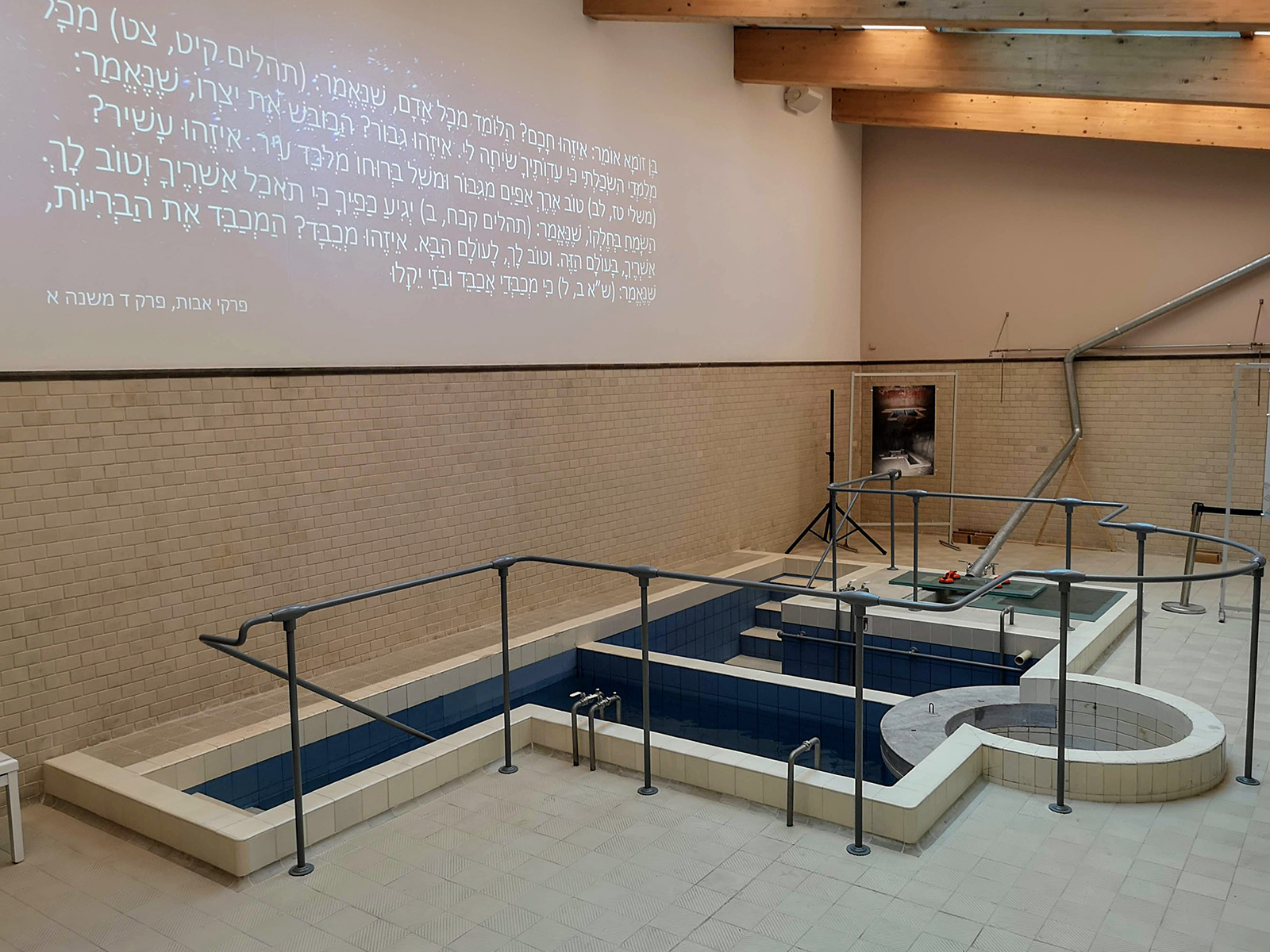
Il Mikveh restaurato nel 2019.

Successivamente la sinagoga venne ristrutturata dalla comunità ebraica della città e divenne un luogo di culto per gli ebrei di tutte le confessioni fino al 1943 quando i nazisti la trasformarono in un deposito dei beni rubati agli ebrei e utilizzarono il cortile come punto di raccolta degli ebrei della città prima di inviarli ai campi di sterminio.
Dopo la fine della guerra, le autorità polacche della città consegnarono l'edificio alla nuova comunità ebraica della città, ma l'emigrazione degli ebrei di Breslavia all'estero e i ripetuti atti vandalici da parte dei nieznani sprawcy (un nome utilizzato per indicare gli individui che durante l'era comunistacommettevano crimini per conto della polizia segreta). Dopo la crisi politica polacca del 1968, che vide una campagna antisemita sostenuta dai comunisti, la maggior parte degli ebrei lasciò la Polonia e poco dopo le cerimonie religiose nella sinagoga furono sospese.
La sinagoga rimase in uso fino al 1974, quando le autorità la espropriarono e la cedettero all'Università di Breslavia, che la utilizzò come biblioteca. Nel 1989 l'Università cedette l'edificio all'Accademia Musicale e fu successivamente acquistato da una ditta privata nel 1995.
Nel 1996 l'edificio fu restituito alla comunità ebraica e, dopo un lungo restauro, è stata riconsacrata nel 2010 anche se ci sono progetti per trasformarla in un museo ebraico. 
Nel 2008 la sinagoga è stata visitata dal 14° Dalai Lama.
L'11 ottobre 2012, durante la parata del Pride, una piccola finestra della sinagoga è stata rotta a seguito del lancio di una pietra da parte di un vandalo non identificato, che si ritiene appartenesse ai simpatizzanti anti-gay del partito di estrema destra Rinascita Nazionale Polacca, che stavano protestando a margine.
Nel 2014 ha celebrato la prima ordinazione di quattro rabbini e tre cantori riformati dopo la seconda guerra mondiale. Alla cerimonia ha partecipato anche il ministro degli esteri tedesco Frank-Walter Steinmeier.